# جامعة برنو للتكنولوجيا
جامعة برنو للتكنولوجيا هي أقدم جامعة في مدينة برنو حيث تعود نشأتها الأولى إلى منتصف القرن التاسع عشر عندما تأسست في مدينة برنو بمرسوم من إمبراطور النمسا فرديناند الأول المدرسة التقنية الألمانية - التشيكية عام 1849م والتي تعتبر مهد التعليم التقني العالي لمنطقة مورافيا. وفي التاسع عشر من أيلول لعام 1899 قام الإمبراطور النمساوي والملك الهنغاري فرانس جوزيف الأول بتوقيع مرسوما يقضي بإنشاء الجامعة التقنية التشيكية في برنو. حيث قام أربعة أستاذة بتقديم المحاضرات ل 37 طالبا نظاميا و13 غير نظامي في مجال الهندسة المدنية. المجال الثاني هو قسم الهندسة الميكانيكية والذي افتتح عام 1900م، تلاها قسم الهندسة الثقافية، قسم هندسة المنشأت المائية، قسم الهندسة الكهربائية وقسم الهندسة الكيميائية، وبعد الحرب العالمية الأولى أفتتح أيضا قسم هندسة العمارة وغيرها.
خلال الحرب العالمية الثانية 1939 - 1945 تم إغلاق الجامعة عنوة، وفي عام 1945 تم استئناف النشاط الجامعي كما كان في مرحلة ماقبل الحرب. ومنذ عام 1956 أصبحت الجامعة تدعى باسمها الحالي «جامعة برنو للتكنولوجيا» وحصل تغير ملحوظ في تطورها. الفترة الحاسمة في تاريخ الجامعة هي فترة ما بعد عام 1989 حيث تم إعادة تنظيم الكليات السابقة وتم إنشاء كليات جديدة، ففي عام 1992تم إنشاء كلية إدارة الأعمال وكلية الهندسة الكيميائية، في عام 1993 كلية الفنون الجميلة، وفي عام 2000 كلية الهندسة المعلوماتية. وفي الوقت الحاضر تعتبر جامعة برنو للتكنولوجيا الجامعة التقنية الوحيدة في الجمهورية التشيكية التي تغطي جميع نشاطات فروع التقنية.

## الكليات
تتألف جامعة برنو للتكنولوجيا من الكليات الثمانية التالية:
- كلية العمارة.
- كلية الهندسة الكهربائية والاتصالات.
- كلية الكيمياء.
- كلية تكنولوجيا المعلومات.
- كلية إدارة الأعمال.
- كلية الهندسة المدنية.
- كلية الهندسة الميكانيكية.
- كلية الفنون الجميلة.
- بلإضافة إلى معهد الهندسة القضائية.

## الدراسة
في الوقت الحاضر يدرس في جامعة برنو 23,214 طالب (2020 طالب دكتوراة) في 77 برنامج دراسي معتمد في 156فرع، جامعة برنو للتكنولوجيا تقدم التعليم في البرامج الدراسية التالية بشكليها النظامي وعن بعد:
- برامج دراسة البكالوريوس: لمدة 3 وحتى 4 سنوات وينتهي بالحصول على لقب .Bc أو .BcA
- برامج دراسة الماجيستير: لمدة سنة ونصف وحتى 5 سنوات وينتهي بالحصول على لقب .Ing أو .Ing.arch أو .MgA
- برامج دراسة الدكتوراة: لمدة 3 وحتى 4 سنوات وينتهي بالحصول على لقب .Ph.D

جامعة برنو للتكنولوجيا تنتمي لأفضل 500 جامعة في العالم، (Top 500) من اصل 17000 جامعة قييمت، حسب تقييم QS TOP UNIVERSITIES لعام 2006 الذي نشر في جريدة التايمز.
جامعة برنو للتكنولوجيا تنتمي لأفضل 300 جامعة تقنية في العالم، حسب تقييم QS TOP UNIVERSITIES لعام 2009
منذ العام الدراسي 2004 / 2005 تمنح جامعة برنو للتكنولوجيا مجاناً لكل من خريجي البرامج الدراسية البكالوريوس والماجستير «ملحق الدبلوم» والذي يعد اعترافاً من اللجنة الأوروبية بأن جميع المراحل الدراسية (بكالوريوس - ماجستير) في الجامعة يحقق جميع المتطلبات الدراسية على المستوى الأوروبي، ويعتبرملحق الدبلوم وثيقة معترف بها عالميا. وفي عام 2006 حصلت جامعة برنو للتكنولوجيا على «وسم ملحق الدبلوم» من اللجنة الأوروبية، ويمنح هذا التقدير للجامعات الأوروبية التي تتبع مبادئ تدويل التعليم العالي في أوروبا، وذلك وفقا لمبادئ إعلان بولونيا.
التزاماً بالتوجهات الأوروبية، قامت جامعة برنو للتكنولوجيا بتطبيق «نظام نقل الكريديت الأوروبي» أو ما يعرف بنظام الساعات المعتمدة. هذا يعني توافق أساليب التقييم الدراسي بين جامعة برنو للتكنولوجيا وغيرها من الجامعات ذات التوجه المشابه في العالم، مما يعطي الطلاب الأجانب إمكانية المشاركة في برامج التبادل الطلابي ذات المدى الطويل أو القصير وإمكانية تبادل الخبرات الأكاديمية وتقييم الشهادات التي يحصل عليها الطالب في البلاد الأخرى.
نالت جامعة برنو للتكنولوجيا للفترة ما بين 2009 - 2013 على الشهادتين المرموقتين اللتين تمنحهما لجنة الاتحاد الأوروبي وهما: «وسام ملحق الدبلوم» و«وسام نظام نقل الكريديت الأوروبي». أن نيل جامعة برنو للتكنولوجيا لهاتين الشهادتين المرموقتين هو دليل على الجودة وعلى الإيفاء بمعايير الاتحاد الأوروبي الصارمة في مجال التعليم العالي.

### السنة الدراسية
السنة الدراسية مقسمة إلى فصلين، الفصل الدراسي الشتوي من أيلول إلى كانون الثاني والفصل الدراسي الصيفي من شباط إلى أيلول. كل فصل دراسي يحتوي 13 أسبوعا دراسيا يتليها فترة امتحان.

### الاعتمادات
جميع البرامج الدراسية معتمدة من قبل وزارة التربية والتعليم التشيكية، وبعض الكليات (وخاصة الهندسة) لديها اعتماد من اتحاد المنظمات الوطنية لمهندسين الاتحاد الأوروبي الاتحاد الاوروبي للجمعيات الوطنية الهندسية أو من غيرها من الاعتمادات الدولية.

### القبول
يتم قبول الطلاب التشيكيون والأجانب تحت نفس الشروط، ولكي يتم قبول الطالب يجب أَن يستوفي الطالب المتطلبات التعليمية وتقديم طلب وأجور التقديم، يتم اختيار مقدموا الطلبات على أساس السجلات التعليمية ونتائج الامتحانات الكتابية و/ أَو المقابلة الشفهية.

### لغة التدريس
يتم تدريس جميع المواد باللغة التشيكية والبعض منها يتم تدريسها باللغة الإنكليزية.

## البحوث والتطوير

### البحوث
مشاريع البحوث الاستراتيجية هي:
- مواد البناء الحديثة مع استخدام المواد الخام الثانوية.
- استخدام المواد العضويةَ والنفايات من اجل حماية البيئة وتوليد الطاقة.
- المواد متعددة الوظائف الغير متجانسة والتي تعتمد على البوليمرات الصناعية والبوليمرات الحيوية.
- أنظمة الاتصال الإلكتروني المتقدمة وتقنياتها.
- المواد اللاعضوية النانونية والتراكيب النانونية.
- الاتجاهات الحديثة في الأنظمة الإلكترونية الدقيقة والتكنولوجيا النانوية.
- محاكاة أنظمة الميكاترونك.
- مصادر ومثالية استخدام الطاقة في شروط نمو مستمرة بشكل دائم.

### مراكز البحوث
- مركز بحوث الفضاء.
- تراكيب للفوتونات والالكترونات النانونية.
- مركز للتصميم المتكامل لمواد البناء الحديثة.
- مركز ابحاث جوزيف بوزك للسيارات والمحركات.
- مركز بيئي للأبحاث التطبيقية للمعادن الغير حديدية.
- بحث لمعدات الإنتاج الهندسية والتكنولوجيا.
- بيانات، خوارزميات، إتخاذ القرارات.
- مركز علوم الحاسبات التطبيقية.

## التطوير
يتم تشجيع التطوير من قبل منظمتين تابعتين لجامعة برنو:
مركز نقل التكنولوجيا والحاضنة التكنولوجية. وتملك الجامعة العديد من العقود الطويلة مع شركات محلية ودولية من اجل التطوير، مثل: شركات سيمنز، آي بي إم، هانيويل، اون سيمي كوندكتورز، ايفيكتور، سكانسكا، سكودا أوتو، زيتور، ميتروستاف، الخ.

### مركز نقل التكنولوجيا
يعزز الاستخدام التجاري للبحوث والتطوير، ويوفر مجموعة متنوعة من خدمات مرتبطة مع نقل التكنولوجيا.

### الحاضنة التكنولوجية
تؤمن مدخل للتكنولوجيا الجديدة، وبراءات الاختراع والمهارة في التسويق ببدء الشركات والمشاريع الابداعية.

### الحديقة التشيكيِة التقنية
هي مرفق من المرافق التي تساهم في تحقيق التعاون بين الجامعة وشركات التكنولوجيا المتطورة، وتدعم التآزر بين البحث والتطوير وقد تم تطوير هذه الحديقة من قبل مدينة برنو، (بي اند أو) والجامعة.

## أرقام دعائية لجامعة برنو للتكنولوجيا
- قدم المعرض الدولي الثاني والخمسين للهندسة الميكانيكية طائرة VUT 001 Marabu التي تعمل بدون طيار والتي حصلت على الميدالية الذهبية MSV 2010 لأفضل ابتكار أنشئ بتعاون الشركات مع المؤسسات البحثية التشيكية. وقام بتطوير هذه الطائرة فريق بقيادة البروفيسور Antonín Píšťk من فرع الطيران في كلية الهندسة الميكانيكية لجامعة برنو للتكنولوجيا.
- إن عدد البرامج الدراسية هو 77، والتي تستطيع أن تختار أياً منها في كل وقت.
- إن عدد الطلاب المسجلين في جامعة برنو للتكنولوجيا لنهاية عام 2009 قد بلغ 23,214.
- عام 2009 تم الاحتفال بالذكرى الـ 110 لإنشاء الجامعة. في نفس العام تم الاحتفال أيضاً بحصول الجامعة على الشهادتين المرموقتين من المفوضية الأوروبية، وهما شهادة ECTS وشهادة DS.
- تنتمي جامعة برنو للتكنولوجيا لأفضل 500 جامعة في العالم، وقد حصلت على المرتبة 254 في مجال الهندسة وتكنولوجيا المعلومات.
- إن 61% من خريجي جامعة برنو للتكنولوجيا لديهم فرص للعمل قبل اتمام دراستهم. إن الزيارات والبعث العلمية والمشاركة في الأطروحات هو الذي يساعد على إيجاد هذه الفرص.
- إن 93% من خريجي جامعة برنو للتكنولوجيا يحبذون الدراسة في هذه الجامعة لو أتيحت لهم الفرصة من جديد.
- في آب 2008 حدث كسوف كلي للشمس كان مركزه صحراء غوبي في منغوليا، وقد قامت مجلة نيتشر "Nature" العلمية المرموقة في عددها الصادر رقم 459 بنشر صورة الكسوف على صفحتها الأولى. تم الحصول على هذه الصورة من خلال تقنية فريدة من نوعها في معالجة الصور رياضياً. وإن فريقاً من جامعة برنو للتكنولوجيا من قسم هندسة المكيانيك بقيادة البرفسور ميلوسلاف دروتسكموليريم هو الذي كان وراء هذا النجاح العالمي.
- هناك خمسة مساكن جامعية يتم من خلالها استيعاب طلاب جامعة برنو للتكنولوجيا. ولاتقوم هذه المساكن الطلابية بتأمين السكن وحسب، وإنما تحتوي على مطاعم ومقاهي وصالة ألعاب رياضية لبناء الأجسام والتسلق، وبالإمكان الذهاب إلى غرف للتدليك وحمامات البخار.
- إن 100% من أجهزة الكمبيوتر في المدينة الجامعية موصولة بخط إنترنت عالي السرعة.
- استغرق طالب كلية الهندسة المدنية من جامعة برنو للتكنولوجيا دافيد تشيخ مدة 19 ساعة و54 دقيقة للسباحة في قناة «لو مانش» في كلا الاتجاهين.
- حصلت جامعة برنو للتكنولوجيا على 8 مليارات كورون تشيكي من البرامج التشغيلية المنظمة من الاتحاد الأوربي. وبذلك تكون قد حصلت على النسبة الأعلى بين الجامعات التقنية في الجمهورية التشيكية (بما فيها جامعة الـ CVUT).
- توجد قاعة رياضية متعددة الأغراض تبلغ مساحتها 50 متر × 40 متر، يستطيع الطلاب فيها لعب كرة القدم والتنس والريشة الطائرة والهوكي وكرة اليد والكرة الطائرة وغيرها من الألعاب الرياضية. والرياضة فيها ليست حكراً على طلاب جامعة برنو للتكنولوجيا وحسب، وإنما أيضاً تقوم بانتظام باستضافة أحداث رياضية رئيسية أخرى مثل ألعاب الشباب المعاقين.
- إن عدد الطلاب الذين قاموا بالدراسة في بعض الجامعات الشريكة الأجنبية قد بلغ 739 في عام 2009. وقد كان الاهتمام الأكبر موجهاً لجامعات من فرنسا وإسبانيا وبريطانيا. فأنت كطالب في جامعة برنو للتكنولوجيا بإمكانك قضاء فصل دراسي أو أكثر في نيوزلندا أو في المسكيك أيضاً.
- 200 كم المسافة القصوى التي يمكن ان تقطعها السيارة والتي تشحن كهربائياً والتي ابتكرها فريق من الموظفين والطلاب من ثلاث كليات من جامعة برنو للتكنلوجيا.
- 13.11 م2 مساحة جناحي طائرة كوبرا "VUT 100 Cobra" احادية المحرك، المخصصة للطيران الرياضي والسياحي وللتدريب الأساسي للطيارين بالإضافة إلى التدريب الليلي. إن هذه ليست الطائرة الوحيدة التي تم ابتكارها في كلية هندسة الميكانيك في جامعة برنو للتكنولوجيا من قبل فريق التطوير بقيادة البرفسور انتوني بشتك.
- إن طول المهندسة المعمارية بيترا موسيلوفا التي وصلت إلى نهائي تصفيات ملكة جمال التشيك لعام 2010 هو 175 سم.
- إن عدد وجبات الطعام التي قدمت في مطاعم جامعة برنو للتكنلوجيا في عام 2009/2010 قد بلغ 1842619.
- إن عدد المنظمات الطلابية في جامعة برنو للتكنولوجيا يبلغ 9 منظمات، كما لدينا أيضاً نادينا الخاص.
- 10 ساعات هو طول المؤلفات الموسيقية (VOX IUVENALIS) للجوقة الغنائية لجامعة برنو للتكنولوجيا، وتحتوي على مؤلفات من القرن السادس عشر ومن مؤلفات من الوقت الحالي.
- إن عدد الحروف التي يتألف منها مستقبلنا المشترك هو ثمانية أحرف: VUT v Brně.

## وصلات خارجية
- نبذة تاريخية عن المدرسة التقنية الألمانية - التشيكية